# Петър Брайков (БКП)
Петър Брайков Георгиев е български машиностроител, профсъюзен деец и политик от БКП.

## Биография
Роден е на 14 юли 1928 г. в монтанското село Оброчище. През 1943 г. започва работа в акционерното дружество „Кораловак“ във Варна. След това става стругар металчик в завода за двигатели „Васил Коларов“. В завода обучава други работници и е определян за ударник и отличник в своята професия. От 1955 г. е член на БКП. Окръжен съветник във Варна, член на Градския комитет на БКП, заместник-председател на БСФС и на БТС. От 25 април 1971 до 5 април 1986 г. е член на ЦК на БКП. С указ № 755 от 1 май 1971 г. е обявен за герой на социалистическия труд. Награждаван е още с „Орден на труда“ – бронзов (1955), сребърен (1964), „Георги Димитров“ (1968), „Кирил и Методий“ (1976), „Народна република България“ – I ст. (1978).